# Notylia lehmanniana
Notylia lehmanniana är en orkidéart som beskrevs av Friedrich Fritz Wilhelm Ludwig Kraenzlin. Notylia lehmanniana ingår i släktet Notylia och familjen orkidéer.
Artens utbredningsområde är Colombia. Inga underarter finns listade i Catalogue of Life.